# Bruiu (gmina)
Bruiu – gmina w Rumunii, w okręgu Sybin. Obejmuje miejscowości Bruiu, Gherdeal i Șomartin. W 2011 roku liczyła 703 mieszkańców.